# Budtjärnen (Orsa socken, Dalarna)
Budtjärnen är en sjö i Orsa kommun i Dalarna och ingår i Dalälvens huvudavrinningsområde.